# Sissel Buchholdt
Sissel Karin (Brenne) Buchholdt   född 17 juni 1951 i Levanger kommun i Norge, är en norsk  idrottare från Ronglan i Nordtröndelag, främst handbollsspelare. 

## Karriär

### Klubblagsspel
Sissel Buchholdt moderklubb var Ronglan IL en klubb som bildades 1945. Hon spelade sedan för Skogn IL och SK Freidig  i Trondheim. Hon vann tre serietitlar ( motsvarar SM-guld) två med Freidig ,1971 och 1985. Före dessa två vann hon ännu ett med Skogn IL, en lokal klubb i Levanger. Förutom dess titlar vann hon två cuptilar som i Norge benämns Norgemästerskap. Hon utsågs till  Årets spelare i norsk handboll 1985. Samma år vann hon skytteligan i norska ligan. Hon fick Olavstatyn för sina prestationer 1985. Olavstatyetten är den förnämsta utmärkelsen inom Tröndelags idrott och tilldelas idrottsutövare som har kvalificerat sig för priset och delas alltså inte ut årligen. Priset är en mindre kopia av Wilhelm Rasmussens Olav Tryggvason-staty på torget i Trondheim. Priset instiftades av  Adresseavisen och har delats ut sedan 1960.

### Spjutkastning
Buchholdt kastade också i unga år  spjut i nationella tävlingar. Hon representerade klubben IL Nybrott på 1970- och  1980-talet. Hennes främsta merit var en silvermedalj i NM  1972 och en bronsmedalj 1973. Hennes personbästa var ett kast som mätte 46,84 meter i maj 1974 på Bislett stadion.

### Landslagsspel
Hon debuterade i  norska landslaget mot Sverige 30 november 1969. Hon spelade 186  landskamper och lade 415  mål i landslaget från 1969 till 1984. Hon deltog i VM  1971, 1973, 1975 och 1982. Sista landskampen mot Sverige den 29 januari 1984 som slutade oavgjort 18-18. Hon blev Nordisk mästare i handboll 1970.

### Tränare
Efter handbollkarriären var hon tränare bland annat för Levanger HK men 2002 blev hon av med jobbet efter att ha fått beskedet på telefon.

### Privatliv
Efter sportåren har Buchholdt arbetat som lärare i bland annet matematik, naturämnen og tyska i Stjørdal, Nord-Trøndelag på Stokkan ungdomsskola.